# 策馬入山林
《策馬入山林》是台灣遊戲開發團隊日頭遊戲製作的一款復古風格的騎馬射箭遊戲，遊戲於2013年7月23日在iOS、Android及OUYA平台發佈。該作是日頭遊戲的第一個作品。

## 遊戲系統
玩家在《策馬入山林》中扮演世代守衛山中遺跡的少年阿鏃，在某一天發現遺跡被邪惡怪物入侵，提弓上馬，在山林間使用高超的箭術消滅怪物。在行動端，玩家以滑動屏幕的方式蓄力拉弓，描述怪物射擊，以搖晃設備的方式控制角色移動，避開怪物的攻擊。在OUYA，玩家使用手柄的兩個類比搖桿，控制拉弓和角色移動。遊戲後期有輔助射擊的功能，在遊戲頂部的進度條滿了之後能使用，技能效果是減緩時間流逝和出現射出箭支的射出軌跡，方便玩家調整角度。遊戲後期，玩家的弓箭會用光，需要拾取怪物射出的箭支回擊。而在二週目，玩家可以更換弓，獲得新技能，如一次射出三支箭等。遊戲中的怪物會隨著遊戲進程不斷增強，一開始是靜止不動，然後是能快速移動，擁有保護墻，使用風向法術等方式使玩家弓箭偏離目標。遊戲使用了自動存檔功能，玩家在主角死亡後能直接從失敗的進度繼續進行遊玩。

## 開發及發行
遊戲製作人陳禮國原本在一家遊戲公司就職，在看到歐美獨立遊戲的流行加上就職公司轉型不合個人發展方向，於是和同事陳嘉祐辭職於2012年建立日頭遊戲製作獨立遊戲，《策馬入山林》是日頭遊戲的第一款作品，花費了一年半的時間完成開發。在開發初期兩人「當時是比較開心的，想說能做自己東西了」，不過開發時間一長，兩人開始意識到「其實完成一個作品是需要投入很多開發能量，例如人力不夠、技術沒別人強等等」。為了壓縮營運成本，開發期間兩人使用遠程辦公，只在週末相約在咖啡館開會，討論開發進程，完成開發時兩人的信心和熱情幾乎消磨殆盡。遊戲的創作靈感是源於2012年開始播放的日劇《平清盛》，陳嘉祐受到日劇啟發，於是想製作一款騎馬射箭的遊戲。兩人由於是程序員出身，對遊戲製作其實並不太熟悉，所以選取簡單的元素製作遊戲，遊戲美術風格為像素風格，遊戲音效使用程式化的生成器Otomata製作。2013年7月12日，陳禮國在個人的YouTube賬號發佈了遊戲的宣傳視頻。7月23日遊戲正式發行，在iOS、Android及OUYA平台登陸。

## 評價
《策馬入山林》在Apple Store的台灣和香港區2013年度最佳遊戲評選中入圍「iPhone / iPad 獨立開發團隊遊戲」組別，2014年入選Google Play編輯推薦的「台灣製作」之中。根據在Metacritic的匯總評分，遊戲在媒體中得到普遍良好的評價。
遊戲的簡潔設計獲得部分媒體的讚賞，4399的編輯忘川認為「这是一款还原游戏『娱乐』本质的游戏」，沒有內購，沒有體力限制，沒有死亡後點擊鑽石復活，不用和全球玩家比拼爭奪排行，給予他「久违而单纯的游戏快乐」。TouchArcade的評論員稱讚遊戲沒有任何華而不實的東西，遠離膨脹讓人耳目一新，沒有平凡的創意，專注於做好一件事。在遊戲設計方面，編輯在The Verge摘文評價遊戲成功結合《旺達與巨像》的氣氛和《憤怒的小鳥》的遊戲機制，遊戲中多樣化的怪物和特殊技能等讓遊戲很具有挑戰性。CNET的編輯指出遊戲在不同關卡使用不同的角度，有橫向捲軸，也有縱向捲軸。遊戲玩法雖然簡單，但是變多多樣保持玩家的趣味。同時他也批評遊戲的控制模式在行動端的設計不合理，在各方出現的怪物的時候，需要不斷換手滑動拉弓射箭，這時遊戲畫面很容易被手阻擋。

## 外部連結
- 官方网站